# Marlon Harewood
Marlon Harewood (*Hampstead, Londres, Inglaterra, 25 de agosto de 1979), exfutbolista. Jugaba de delantero y su último equipo fue el Nuneaton Borough que juega la Conference North sexta liga de Inglaterra.

## Clubes
| Club                    | País       | Año       |
| ----------------------- | ---------- | --------- |
| Nottingham Forest       | Inglaterra | 1996-2003 |
| FC Haka                 | Finlandia  | 1998      |
| Ipswich Town            | Inglaterra | 1999      |
| West Ham United         | Inglaterra | 2003-2007 |
| Aston Villa             | Inglaterra | 2007-2009 |
| Wolverhampton Wanderers | Inglaterra | 2009      |
| Aston Villa             | Inglaterra | 2009      |
| Newcastle United        | Inglaterra | 2009      |
| Aston Villa             | Inglaterra | 2009-2010 |
| Blackpool FC            | Inglaterra | 2010-2011 |
| Barnsley FC             | Inglaterra | 2011      |
| Shenzhen Phoenix        | China      | 2011      |
| Nottingham Forest       | Inglaterra | 2012      |
| Barnsley FC             | Inglaterra | 2012-     |